# Max Lazard
Max Lazard, né le 1er août 1875 à Croissy et mort le 18 décembre 1953 à Neuilly-sur-Seine, est un économiste et sociologue français.

## Biographie

### Jeunesse et études
Max Lazard est le fils de Simon Lazard, associé-fondateur de la Banque Lazard.  
Il est licencié ès lettres et étudie à l'École libre des sciences politiques,. Après un voyage au Royaume-Uni en 1896, il décide de poursuivre ses études aux États-Unis. Il s'inscrit à l'université Columbia en sciences économiques en 1899, et obtient un Master of Arts. En 1909, il obtient un doctorat en sciences économiques et politiques. Sa thèse aurait été soutenue à Columbia, et aurait traité des cycles économiques. 

### Parcours professionnel
Il débute jeune dans la banque familiale. 
En 1892, il participe à la fondation d'une association à but social, l'Union pour l'action morale. Après avoir découvert Toynbee Hall lors d'un séjour de formation à la finance à Londres en 1896, il organise dès son retour à Paris une association sociale et éducative de quartier à Ménilmontant, et se lie avec Georges Deherme.  
En 1899, il renonce à sa carrière de banquier, et devient un militant actif du mouvement des Universités populaires. Il se consacre à la philanthropie et aux questions économiques et sociales, se spécialisant dans la question du chômage. Il soutient une thèse en droit à l'université de Paris sous la direction de Maurice Bourguin en 1909. 
En 1910, il est le cofondateur de l'Association internationale pour la lutte contre le chômage, dont il est le secrétaire général adjoint.
Il devient chargé d'affaires au cabinet d'Albert Thomas durant la guerre.
À la fin de la guerre, en 1919, il est l'un des artisans de la rédaction de la partie XIII du traité de Versailles et de la création du Bureau international du travail, et est nommé délégué du gouvernement français à la Conférence internationale du travail de Washington (il fut également délégué du gouvernement français à celle de Genève, Lausanne, Locarno...). Il fut secrétaire général du Conseil interallié des Achats de guerre et des Finances.
Il était rédacteur en chef de la Revue internationale du chômage et président de l'Association française pour la Lutte contre le chômage et l'organisation du marché du travail.
Max Lazard enseignait la sociologie à l'École pratique de service social et était conférencier à la Coopération des idées, à la fédération universitaire de Belleville, à l'Éducation sociale de Montmartre, aux Soirées ouvrières de Montreuil. Il était l'un des piliers et bailleur de fonds de l'Enseignement mutuel de la Chapelle.
Max Lazard fait don de son vivant, avec Jean Lazard, de 10 000 dollars à Sciences Po, afin que la bibliothèque de l'école créée un fonds documentaire lié à l'économie et à la politique américaine. Une salle est baptisée « J.-P. Lazard » en leur honneur.
En 1954, sa femme crée à l'Institut d'études politiques de Paris, pour honorer sa mémoire, la Bourse Max Lazard, « destinée à faciliter à des étudiants, ou étudiantes, ou à des chercheurs en sciences politiques, économiques ou sociales des recherches et des travaux, notamment à l'étranger ».
Max Lazard a été nommé chevalier de la Légion d'honneur et officier de l'Instruction publique.

## Prises de position
Fortement attaché à la République, il est dreyfusard.

## Publications
- Le Chômage et la profession, contribution à l'étude statistique du chômage et de son coefficient professionnel (1909)
- Les Problèmes du chômage (1910)
- Le Coefficient de risque professionnel de chômage d'après les trois derniers recensements français (1912)
- Le Placement public à Paris. Situation actuelle et projets de réforme (1913)
- La Conférence internationale du travail de Washington (1920)
- Le Travail humain, son utilisation et sa rémunération (1921)
- L'Organisation permanente du travail (1922)
- Le service obligatoire de travail en Bulgarie (1922, 1924)
- Un nouveau mode de représentation proportionnelle: le Mandat cumulatif (1925)
- Le contrôle du crédit au congrès de Montreux (1926)
- Rapport sur les travaux de la commission d'experts financiers chargés d'étudier la question du contrôle international du crédit (Paris, 21-22 juin 1927) (1927)
- Le problème de l'éducation nationale (1929)
- Le Paradoxe de l'heure présente, le chômage en plein progrès économique (1931)
- De l'Unification de l'Europe occidentale (1933)
- Le gouvernement des démocraties modernes (1934)
- De l'Intervention de l'État en matière économique et de l'équilibre des forces sociales.. (1935)
- François Simiand, 1873-1935: l'homme, l’œuvre (1936)
- Le Chômage... (1937)
- Économie sociale: Rapport general (1937)
- Le chômage en France de 1930 à 1936 (1938)
- L'avenir du travail (1939)
- L'Association internationale pour le progrès social et son activité pendant l'entre deux guerres: compte-rendu de la VIIe Assemblée générale des Délégués des sections nationales, Liége, 1939
- De l'union des Nations Unies (1946)
- Studies and reports: nos. 1-13 (1975)

### Sources
- Max Lazard, 1er août 1875 - 18 décembre 1953, 1953
- S. Dab, Un jeune banquier découvre la question sociale en 1896 : Max Lazard à Londres et Ménilmontant, 1991
- Guy-Alban de Rougemont, Lazard Frères: Banquiers des Deux Mondes (1848-1939), 2011
- Geneviève Poujol, Madeleine Romer, Dictionnaire biographique des militants XIXe-XXe siècles: De l'éducation populaire à l'action culturelle, 1996
- Marc-Henry Soulet, éd. « Le travail: nouvelle question sociale », Fribourg, Éditions Universitaires et Imprimerie Saint-Paul, 1999, 389 pp.  (ISBN 2-8271-0828-3)
- Didier Lazard, Fonds Max Lazard: Note biographique sur Max Lazard, 1991
- Sophie Lazard, Max Lazard vu par ses amis, 1965
- Max Lazard, ses frères et Lyautey: lettres, 1894-1933, 1990
- Un voyage autour du monde en 1896: journal et lettres de Max et André Lazard, 1991
- Didier Lazard, Destins inattendus: les descendants du fondateur de la Banque Lazard, 1992
- Le Mouvement social, Numéros 114 à 117, Institut français d'histoire sociale, 1981

### Archives
- Inventaire du fonds d'archives de Max Lazard conservé aux Archives nationales du monde du travail.
- Inventaire du fonds d'archives de Max Lazard conservé à La contemporaine.